# Aluterus heudelotii
Aluterus heudelotii és una espècie de peix de la família dels monacàntids i de l'ordre dels tetraodontiformes.

## Morfologia
- Els mascles poden assolir 45 cm de longitud total.[4][5]

## Depredadors
Als Estats Units és depredat per Anous stolidus i Sterna fuscata.

## Hàbitat
És un peix marí, de clima tropical i demersal que viu entre 3-2.000 m de fondària.

## Distribució geogràfica
Es troba a l'Atlàntic occidental (des de Massachusetts -Estats Units-, Bermuda i el nord del Golf de Mèxic fins al Brasil) i l'Atlàntic oriental (des de Cap Blanc -Mauritània- fins a Angola).

## Observacions
És inofensiu per als humans.